# Kerkerturm

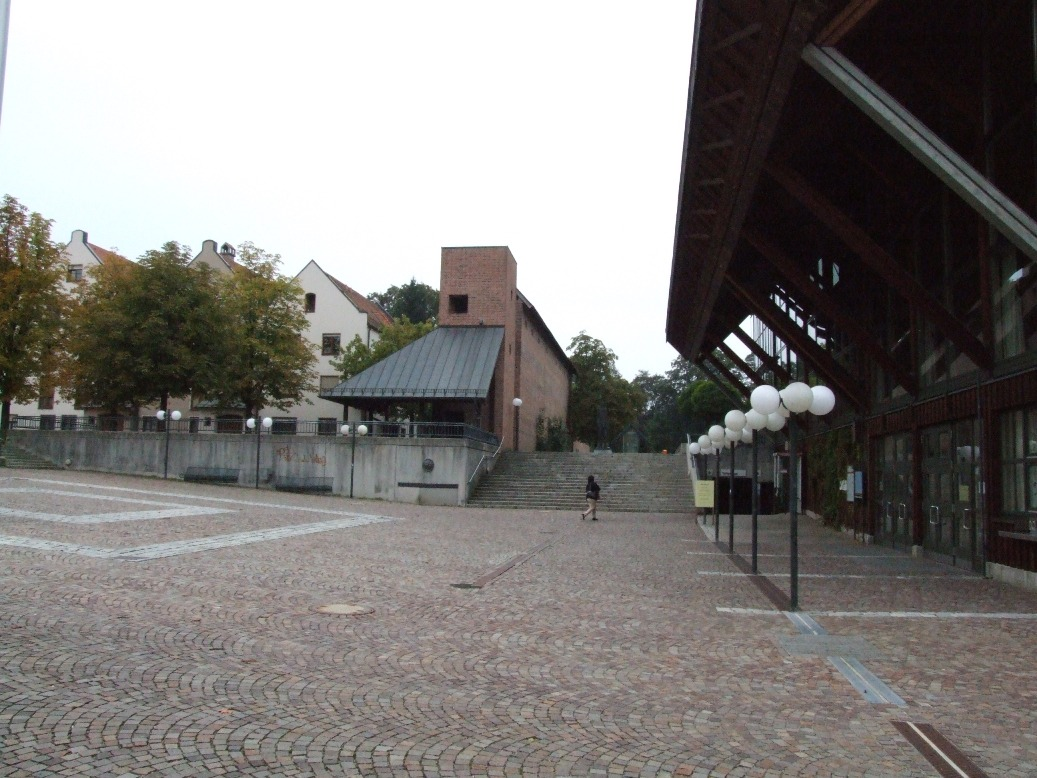
Der 1984 neuerbaute Kerkerturm

Der Kerkerturm war ein Gefängnisturm der oberschwäbischen Stadt Memmingen.

## Lage
Der Turm befand sich in der Nordwestecke der alten Welfenstadt. Er bildete die Verbindung der Innenstadt mit der sogenannten Ulmer Vorstadt. Er stand zwischen dem Westertor und dem Schwalbenschwanzturm.

## Aussehen
Der rechteckige Turm war im Unterbau aus Tuffstein und im Oberbau aus Backsteinen gebaut und trug ein Satteldach. Heute ist es ein reiner Ziegelturm mit Flachdach, dessen Eingang sich auf der Höhe des alten Wehrganges, circa fünf Meter über dem Boden befindet.

## Geschichte
Der Kerkerturm, einer von drei Gefängnistürmen, stammte aus der Stadtwerdungszeit Memmingens (um 1150), der Oberbau aus der zweiten Stadterweiterung im 14. Jahrhundert. Durch ihn führte der Wehrgang zum nicht mehr vorhandenen Notzentor, von diesem weiter zum Hexenturm, einem weiteren Gefängnisturm. Im 19. Jahrhundert wurde er wegen der Erweiterung der Memminger Brauerei abgebrochen. 1984 wurde er zusammen mit einem Stück Stadtmauer und der Stadthalle in moderner Form gänzlich neu erbaut.